# Mátranovák
Mátranovák je vas na Madžarskem, ki upravno spada pod podregijo Bátonyterenyei Županije Nógrád.